# Dischalis
Dischalis là một chi bướm đêm thuộc họ Noctuidae.